# أكمة اشول (السياني)

تعديل مصدري - تعديل

اكمه اشول محلة تابعة لقرية الجوازع، التابعة لعزلة هدفان بمديرية السياني إحدى مديريات محافظة إب في الجمهورية اليمنية.، بلغ تعداد سكانها 21 حسب تعداد اليمن لعام 2004.